# Gare de Vayrac
Gare de Vayrac vasútállomás Franciaországban, Vayrac településen.

## Vasútvonalak
Az állomást az alábbi vasútvonalak érintik:
- Souillac-Viescamp-sous-Jallès-vasútvonal

## Kapcsolódó állomások
A vasútállomáshoz az alábbi állomások vannak a legközelebb:
- Gare de Saint-Denis-près-Martel
- Gare de Bétaille